# Paul Xuereb
Paul Xuereb, född 21 juli 1923, död 6 september 1994, var president i Malta 1987-1989.
Xuereb var även författare.